# Desperados: Wanted Dead or Alive
Desperados: Wanted Dead or Alive je strateška računalna igra u realnom vremenu koju je proizvela tvrtka Spellbound i plasirala na tržište 2001. godine. Radnja igre smještena je tematski u vrijeme Divljeg zapada (western). Godine 2006. izdan je nastavak igre pod nazivom Desperados 2: Cooper's Revange, a sljedeće godine izašao je i drugi nastavak Helldorado.
Igra se sastoji od dvadeset i pet nivoa, a igrač tijekom igre postupno upravlja s do šest likova.

## Radnja
Godina je 1881. Na području New Mexica učestale su pljačke vlakova koje provodi banda pod vodstvom tajanstvenog El Diabla. Zbog velikih novčanih gubitaka, željeznička kompanija Twinnings & Co odlučuje ponuditi 15.000 USD za hvatanje zločinaca. Unatoč protivljenju saveznog maršala Jacksona, posla se prihvaća lovac na ucjene, John Cooper koji odluči okupiti svoj tim i krenuti u lov na El Diabla. Cooper se udružuje sa Samom, Docom i svojom nekadašnjom djevojkom, Kate O'Harom i kreće u pohod. Putem im se pridružuje i meksički bandit Sanchez te mlada kineskinja Mia Yung.

## Likovi
- John Cooper (39) – revolveraš i lovac na ucjene; vođa tima. Odlično rukuje revolverom i nožem. Jedini je od likova koji se može uspinjati uz ljestve i litice, a može nositi i po jednu onesvještenu osobu. Također, može prerezati sedla i onesvjestiti protivnika udarcem, a često se služi glazbenim satom kako bi natjerao protivnika u stupicu. Jedini je od igrača koji sudjeluje u svim misijama.

- Samuel "Sam" Williams (33) – afroamerikanac; miner i Cooperov prijatelj. Dobro rukuje winchesterkom i dinamitom, a zna dobro iskoristiti i zmiju u vreći za prepade. Može zavezati onesvještenog protivnika i civile, minirati vrata i rukovati strojnicom.

- Doc McCoy (44) – liječnik i snajperist škotskog podrijetla. Posjeduje dugi pištolj sa snajperom, plin za omamljivanje, pribor za prvu pomoć i balon. Uz pomoć svog kaputa i šešira u stanju je napraviti mamac kojim može prevariti protivnika.

- Kate O'Hara (35) – profesionalna kockarica irskog podrijetla i nekadašnja Cooperova ljubav. Služi se džepnim pištoljem, kartama i zrcalom kako bi neutralizirala protivnike. Sposobna je zavesti protivnika i prerušiti se kako bi se slobodno kretala u neprijateljskom okruženju.

- Sanchez (38) – meksički bandit i vođa bande pljačkaša. Cooper ga isprva smatra odgovornim za pljačke vlakova, ali doznaje da on nije odgovoran za to. Kada postane žrtva El Diablove odmazde, Sanchez se pridružuje Cooperu i njegovom timu u lovu na El Diabla. Rukuje dvocjevkom i kamenom kojim obara protivnike. Uz to koristi tekilu kao mamac, a može odglumiti siestu kako bi lakše iznenadio i oborio protivnike. Kao i Cooper, može nositi onesvještene i to čak po dvoje odjednom. Također, može rasčistiti kuće u kojima se nalazi do trojica neprijatelja, može pomicati teške predmete te nositi i pucati iz strojnice, kao i Sam.

- Mia Yung (18) – mlada kineskinja koja se pridružuje Cooperovom timu, nakon što joj je El Diablo pobio obitelj. Iako nije osobito jaka i nema snažno oružje, zna biti vrlo korisna. Posjeduje puhalicu s otrovnom strelicom, prskalice, kikiriki i majmuna Leonea. Može se skrivati u bačvama.

## Vanjske poveznice
- Službene stranice (engl.)
- Desperados: Wanted Dead or Alive - gamespot.com (engl.)